# Кодромб (Західнопоморське воєводство)
Кодромб (пол. Kodrąb) — село в Польщі, у гміні Волін Каменського повіту Західнопоморського воєводства.
Населення — 152 особи (2011).
У 1975—1998 роках село належало до Щецинського воєводства.

## Демографія
Демографічна структура станом на 31 березня 2011 року:
|          | Загалом | Допрацездатний вік | Працездатний вік | Постпрацездатний вік |
| -------- | ------- | ------------------ | ---------------- | -------------------- |
| Чоловіки | 78      | 24                 | 52               | 2                    |
| Жінки    | 74      | 19                 | 37               | 18                   |
| Разом    | 152     | 43                 | 89               | 20                   |